# Apsilochorema falculiferum
Apsilochorema falculiferum là một loài Trichoptera thuộc họ Hydrobiosidae. Chúng phân bố ở miền Australasia.